# Johann Mouse
«Иоганн Маус» (англ. Johann Mouse) — короткометражный мультфильм 1953 года из знаменитых короткометражных мультфильмов «Том и Джерри». Режиссёры — Уильям Ханна и Джозеф Барбера, продюсер — Фред Куимби, аниматоры — Эд Бардж, Кеннет Мьюс, Рэй Паттерсон, Ирвин Спенс, композиторы — Скотт Бредли, Якоб Гимпел, Иоганн Штраус. Продолжительность — 7:57. Является 75-м в серии.
Мультфильм завоевал Оскар на 25-й церемонии вручения премии Оскар за лучший анимационный короткометражный фильм, который стал седьмым и последним для мультфильма «Том и Джерри».
Начиная с этой серии, больше Том не будет иметь серую полоску между глазами.

## Сюжет
Действие мультфильма происходит в Вене, Австрии. Рассказчик говорит: «Это история о танцующем мышонке, которого звали Иоганн, и он жил в Вене в доме Иоганна Штрауса».
Маленький Иоганн (мышонок Джерри) любил музыку знаменитого композитора, и когда он играл на рояле, мышонок выходил из норки и танцевал. И всякий раз, когда мышонок танцевал, домашний кот (кот Том) будет пытаться поймать его, но всегда неудачно.
Однажды, Штраус уехал в путешествие, оставив Тома в затруднительном положении (зная, что без музыки Джерри не будет выходить). Он находит на рояле Штрауса книжку, в которой описываются шесть простых уроков игры на рояле. Том бежит на чердак и учится играть на рояле, следуя инструкции как правильно играть первые девять нот «На прекрасном голубом Дунае». Довольно быстро и легко освоив эти уроки, Том мгновенно становится опытным пианистом.
Затем Том спускается вниз и начинает играть на рояле. Джерри выходит из своей норки и начинает танцевать. Когда он приближается к Тому, кот пытается поймать его, но безуспешно. Тогда Том возобновляет свою игру. Иоганн замирает и, словно загипнотизированный, продолжает танец. В комнату начали заглядывать слуги, заинтересовавшиеся, кто это там играет в отсутствие хозяина. Когда мышонок снова приблизился к Тому, он схватил его, но в это время слуги начали аплодировать. Том отпустил Джерри и снова начал играть. Новость об играющем на рояле коте и вальсирующем мышонке мгновенно распространилась по всей Вене, и в конце концов достигла ушей самого императора Франца Иосифа I. Тот так удивился, что отдал приказ коту и мышонку немедленно явиться в императорский дворец для показательного выступления.
Следующая сцена показывает нам тронный зал, в котором собрались все аристократы и сам император, восседающий на троне, а в середине стоит белый рояль. Двери открылись, вошли Том и Джерри и поклонились императору. Том начинает играть на рояле, а Джерри начинает вальсировать, иногда с пальцами Тома, как будто они партнёры по танцам. Всё было хорошо, пока кот не перестал играть. Том погнался за Джерри, который тут же забегает в норку. «Это была та же старая история», заканчивает рассказчик. В последней сцене мышонок покидает нору, кланяясь восторженным зрителям. Том хмуро переворачивает страницу, на которой написано «The End».